# 西日本地区高等専門学校駅伝競走大会
西日本地区高等専門学校駅伝競走大会(にしにほんちくこうとうせんもんがっこうえきでんきょうそうたいかい)は西日本地区高等専門学校陸上競技専門部が主催し、日本高専陸上競技協会、山口陸上競技協会が共催する、高等専門学校を対象とした駅伝競走大会である。毎年12月下旬に開催される。略称は西日本地区高専駅伝。

## 開催地
第1回大会から第10回大会までは、熊本県八代市球磨川スポーツ公園周回コースで開催された。第11回大会からは山口きらら博記念公園内特設コースで開催されている。第26回大会は東広島運動公園内特設コースで開催された。
熊本県開催時代は、参加校の多くが九州地区の学校であったが、開催地が山口県に移動してからは中国地区のみならず、近畿地区や東海地区の学校も参加するようになっている。

## 区間編成・コース
区間編成は7区間42.195kmであるが、一般的な高校駅伝とは異なり、以下の区間編成となっている。
- 1区：10km
- 2区：3km
- 3区：8km
- 4区：3km
- 5区：8km
- 6区：5km
- 7区：5.195km

この記録は「駅伝ALL-NCT」という規格で扱い、高校駅伝の記録とは別扱いである。なお、第1回大会では7区間41.967km、第2回大会では7区間41.611kmであった。東広島運動公園で開催された第26回大会では7.5kmと2.5kmを組み合わせたコースが設定され、7区間37.5kmであった。第29回大会では最長区間8km・最短区間2kmの6区間30kmで開催された。
山口きらら博記念公園内には3kmと5kmのコースがあり、10kmは5km＋5km、8kmは5km＋3㎞というコース設定になっている。それゆえ、1・3・5区の選手は5km通過時にスタート地点（中継地点）を通過する。そのためこの区間の選手はそこで給水をすることができる。なお、給水にはチームのメンバーが「給水」と書かれたゼッケンをつけて、走って渡しに行くという方法で行われる。また、最終7区は5km＋195m先まで走ってゴールとなっている。
また駅伝とは別に、補員選手と女子学生を対象にした3kmのロードレースが駅伝競走の前に行われる。

## 出場資格・大会規定
- 出場資格は、「高等専門学校に在籍する男子学生（専攻科生含む）」とされており、高校1年生から大学4年生までに相当する学年の選手が同じチームで走ることができる。
- 各校2チームまで参加することができる。
- 名称は西日本地区高専駅伝となっているが、都道府県や地区は特に指定されていないため、岐阜高専や豊田高専など一般的に東日本に分類される地域からも出場している。
- 人数の足りない学校は他校との合同チームによる出場が認められており、チームの総合成績はオープン扱いとなるが、個人の区間記録は認められる。過去にはOBチームも出場している（オープン扱い）。
- 3㎞のロードレースには女子学生の参加も可能である。
- レース中、不慮の事故があり競技を中断した場合、次走者を最終チームの走者と同時にスタートさせ、総合成績は認めないが、事故のあった区間以外の区間記録は認められる。

このように、出場資格や合同チーム・OBチームの参加、事故時の対応などから、非常に寛容な大会であると言える。

## 歴史
第1回大会は、九州地区の7校8チームで開催された。山口で開催されるようになった第11回大会以降は出場校が大きく増加。遠方からは第12回大会初出場の岐阜高専、豊田高専に加え、第13回大会には明石高専、舞鶴高専、高松高専が初出場した。史上最多となった第13回大会では20校25チーム（オープン含む）が出場している。
第3回大会から6連覇を達成した徳山高専は、第10回・11回大会では2位、第12回大会では3位であったものの、第13回大会では12位と大きく沈んでいる。
佐世保高専は第13回大会で自らの持つ大会記録を1分以上上回る2時間14分50秒の大会新で4連覇、Bチームが2位という盤石の強さを見せた。5連覇および3連覇を含む歴代最多の10回の優勝を誇る。
第19回大会では、徳山高専が2位に4分差をつける2時間13分00秒で10年ぶりに優勝を勝ち取った。
第25回大会以降は有明高専が強さを見せており、5年間で4回の優勝を遂げている。

## 歴代優勝校
| 回 | 開催日         | 優勝校   | 優勝タイム    | コース                             |
| -- | -------------- | -------- | ------------- | ---------------------------------- |
| 1  | 1996年11月23日 | 鹿児島   | 2時間19分17秒 | 八代市球磨川スポーツ公園周回コース |
| 2  | 1997年11月23日 | 佐世保   | 2時間18分25秒 | 八代市球磨川スポーツ公園周回コース |
| 3  | 1998年11月22日 | 徳山     | 2時間20分56秒 | 八代市球磨川スポーツ公園周回コース |
| 4  | 1999年11月21日 | 徳山     | 2時間18分37秒 | 八代市球磨川スポーツ公園周回コース |
| 5  | 2000年11月26日 | 徳山     | 2時間20分28秒 | 八代市球磨川スポーツ公園周回コース |
| 6  | 2001年11月24日 | 徳山     | 2時間18分35秒 | 八代市球磨川スポーツ公園周回コース |
| 7  | 2002年11月24日 | 徳山     | 2時間19分48秒 | 八代市球磨川スポーツ公園周回コース |
| 8  | 2003年11月24日 | 徳山     | 2時間18分57秒 | 八代市球磨川スポーツ公園周回コース |
| 9  | 2004年11月24日 | 徳山A    | 2時間16分32秒 | 八代市球磨川スポーツ公園周回コース |
| 10 | 2006年1月28日  | 佐世保   | 2時間18分03秒 | 八代市球磨川スポーツ公園周回コース |
| 11 | 2006年12月24日 | 佐世保   | 2時間16分28秒 | 山口きらら博記念公園内特設コース   |
| 12 | 2007年12月25日 | 佐世保   | 2時間16分11秒 | 山口きらら博記念公園内特設コース   |
| 13 | 2008年12月27日 | 佐世保A  | 2時間14分50秒 | 山口きらら博記念公園内特設コース   |
| 14 | 2009年12月26日 | 佐世保A  | 2時間16分00秒 | 山口きらら博記念公園内特設コース   |
| 15 | 2010年12月27日 | 呉       | 2時間16分01秒 | 山口きらら博記念公園内特設コース   |
| 16 | 2011年12月25日 | 佐世保   | 2時間19分19秒 | 山口きらら博記念公園内特設コース   |
| 17 | 2012年12月27日 | 佐世保   | 2時間15分49秒 | 山口きらら博記念公園内特設コース   |
| 18 | 2013年12月26日 | 佐世保   | 2時間15分13秒 | 山口きらら博記念公園内特設コース   |
| 19 | 2014年12月26日 | 徳山     | 2時間13分00秒 | 山口きらら博記念公園内特設コース   |
| 20 | 2015年12月27日 | 徳山     | 2時間15分27秒 | 山口きらら博記念公園内特設コース   |
| 21 | 2016年12月25日 | 豊田     | 2時間15分37秒 | 山口きらら博記念公園内特設コース   |
| 22 | 2017年12月25日 | 岐阜     | 2時間17分22秒 | 山口きらら博記念公園内特設コース   |
| 23 | 2018年12月27日 | 豊田     | 2時間18分43秒 | 山口きらら博記念公園内特設コース   |
| 24 | 2019年12月26日 | 佐世保   | 2時間17分30秒 | 山口きらら博記念公園内特設コース   |
| 25 | 2020年12月26日 | 有明     | 2時間20分24秒 | 山口きらら博記念公園内特設コース   |
| 26 | 2021年12月28日 | 熊本八代 | 2時間19分07秒 | 東広島運動公園内特設コース         |
| 27 | 2022年12月28日 | 有明     | 2時間14分12秒 | 山口きらら博記念公園内特設コース   |
| 28 | 2023年12月27日 | 有明     | 2時間17分55秒 | 山口きらら博記念公園内特設コース   |
| 29 | 2024年12月27日 | 有明     | 1時間34分39秒 | 山口きらら博記念公園内特設コース   |